# Jello (Unternehmen)
Jello ist ein Tochterunternehmen der internationalen Aktiengesellschaft Leder und Schuh mit Sitz in Graz. Der erste Jello Schuhpark wurde 1989 in Wiener Neustadt eröffnet. Sieben Jahre später erfolgte der Markteintritt in Deutschland und 2000 in Slowenien. Im Jahr 2003 war Jello bereits mit fast 100 Filialen in den drei Ländern vertreten.
Zu einem Relaunch der Marke entschloss sich das Unternehmen 2006. Aus Jello Schuhpark wurde die Jello Shoecompany mit neuem Logo und neuem Marktauftritt. Seither werden die Filialen sukzessive in das neue Konzept überführt, den Anfang machte die Jello Filiale Nr. 1 in Wiener Neustadt im September 2007. 
Seit 2007 agiert Jello auch in Ungarn. 2009 erfolgte der Markteintritt in Kroatien. Heute ist die Leder & Schuh AG mit über 350 Filialen in 11 europäischen Ländern vertreten.